# Station Drużyna Poznańska
Station Drużyna Poznańska is een spoorwegstation in de Poolse plaats Drużyna.